# Sekou Cissé
Sekou Cissé (ur. 23 maja 1985 w Dabou) – piłkarz z Wybrzeża Kości Słoniowej występujący na pozycji napastnika. Od 2017 jest zawodnikiem Anorthosisu Famagusta.

## Kariera klubowa
Cissé jako junior grał w klubach CF Bibo oraz JMG Abidjan. W 2004 roku trafił do holenderskiej Rody Kerkrade. W Eredivisie zadebiutował 11 września 2004 w przegranym 1:3 spotkaniu z Willem II Tilburg. W tamtym meczu strzelił także gola. W Rodzie od czasu debiutu był podstawowym graczem. W sezonie 2007/2008 dotarł z klubem do finału Pucharu Holandii, jednak jego klub uległ tam 0:2 Feyenoordowi. W Rodzie spędził pięć sezonów. W tym czasie rozegrał tam 133 ligowe spotkania i zdobył w nich 25 bramek.
W lipcu 2009 za 3,5 miliona euro przeszedł do innego zespołu Eredivisie – Feyenoordu Rotterdam. Zadebiutował tam 2 sierpnia 2009 w wygranym 2:0 pojedynku z NEC Nijmegen.
W 2014 roku Cissé został zawodnikiem KRC Genk. W 2015 trafił do FC Sochaux-Montbéliard.

## Kariera reprezentacyjna
W reprezentacji Wybrzeża Kości Słoniowej Cissé zadebiutował 1 czerwca 2008 w wygranym 1:0 meczu eliminacji Mistrzostw Świata 2010 z Mozambikiem. W tamtym spotkaniu strzelił także gola. W sierpniu 2008 został powołany do kadry U-23 na Igrzyska Olimpijskie w Pekinie. Na tamtym turnieju zagrał 4 razy i zdobył 2 bramki, a jego reprezentacja odpadła z niego w ćwierćfinale.